# 姫川温泉
姫川温泉（ひめかわおんせん）は、姫川の県境を挟んで新潟県糸魚川市（旧国越後国）と長野県北安曇郡小谷村（旧国信濃国）にある温泉。

## 泉質
小谷村観光連盟ウェブサイトによる。
| 施設名 | 泉質                                                               |
| ------ | ------------------------------------------------------------------ |
| 朝日荘 | 含硫黄ーナトリウムー塩化物、炭酸水素塩温泉                         |
| 白馬荘 | 含硫黄ーナトリウムー塩化物、炭酸水素塩温泉（硫化水素型）           |
| 瘡の湯 | ナトリウム・カルシウムー塩化物、炭酸水素塩温泉（低張性中世高温泉） |
| 翠泉閣 | ナトリウム、塩化物、炭酸水素塩泉                                   |

## 温泉地
新潟県側に1軒のホテル、長野県側に2軒の旅館と1軒の日帰り入浴施設が存在する。3軒のホテル・旅館とも日帰り入浴が可能。

### 歴史
1958年に、真那板山下の姫川沿いの源泉を2km引湯して開業した。開業当初は8軒の宿泊施設やバーがあり、遊芸人も多くいてかなり賑わっていた。その後、火災による廃業者が出たり、風俗営業の厳しい取り締まりもあって、予想した伸びは見られなかった。集客の為に1963年12月23日に宝生スキー場が開設されたが、それも1976年3月で廃止となった。かつては『姫川猛獣パーク』も所在していたが、そちらも閉鎖済みである。
1997年7月31日にホテル国富の新築起工式が挙行され、同年12月27日、7.11水害の被害からの復旧が完了した。

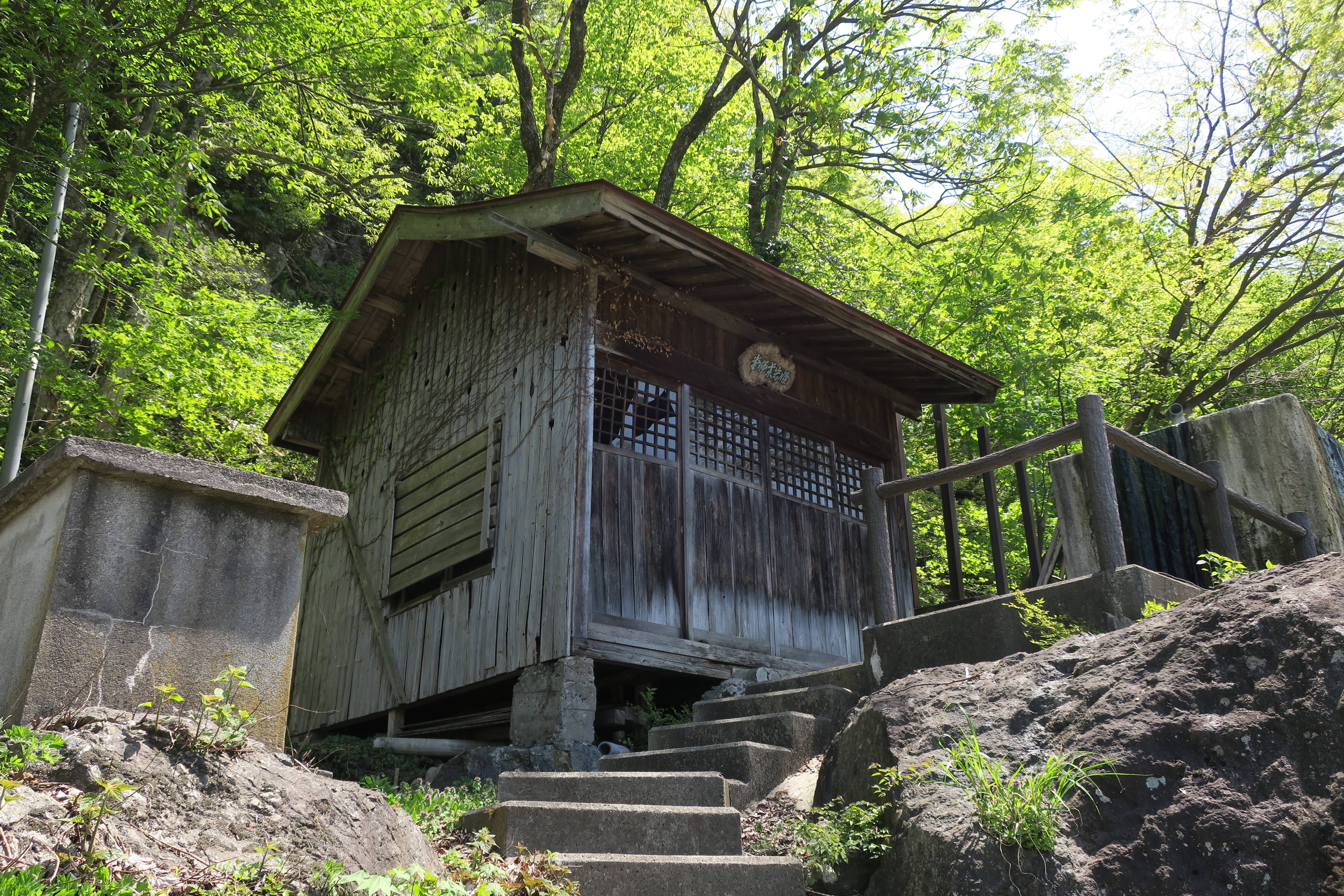
姫岩薬師堂
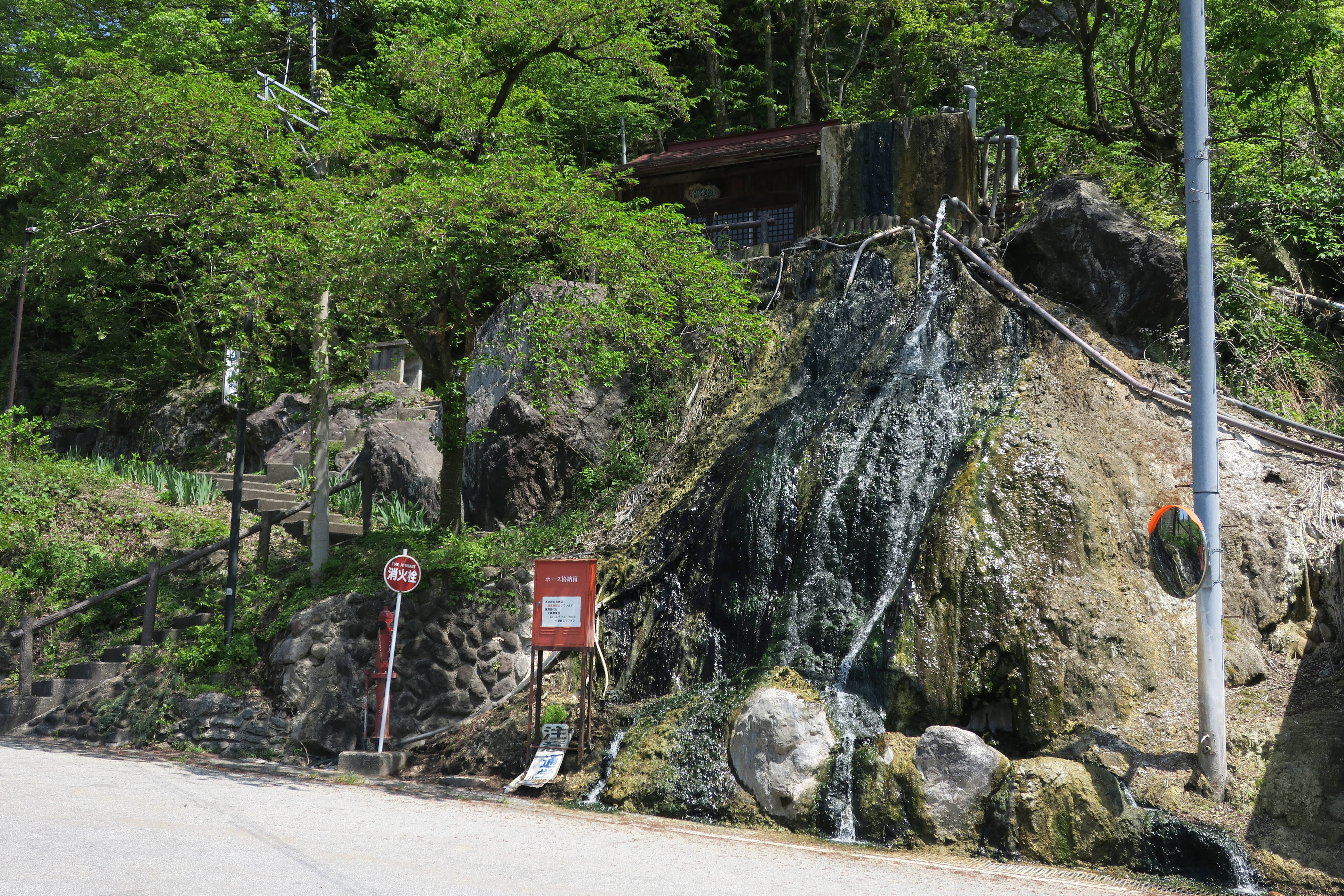
薬師堂から落ちる温泉の滝
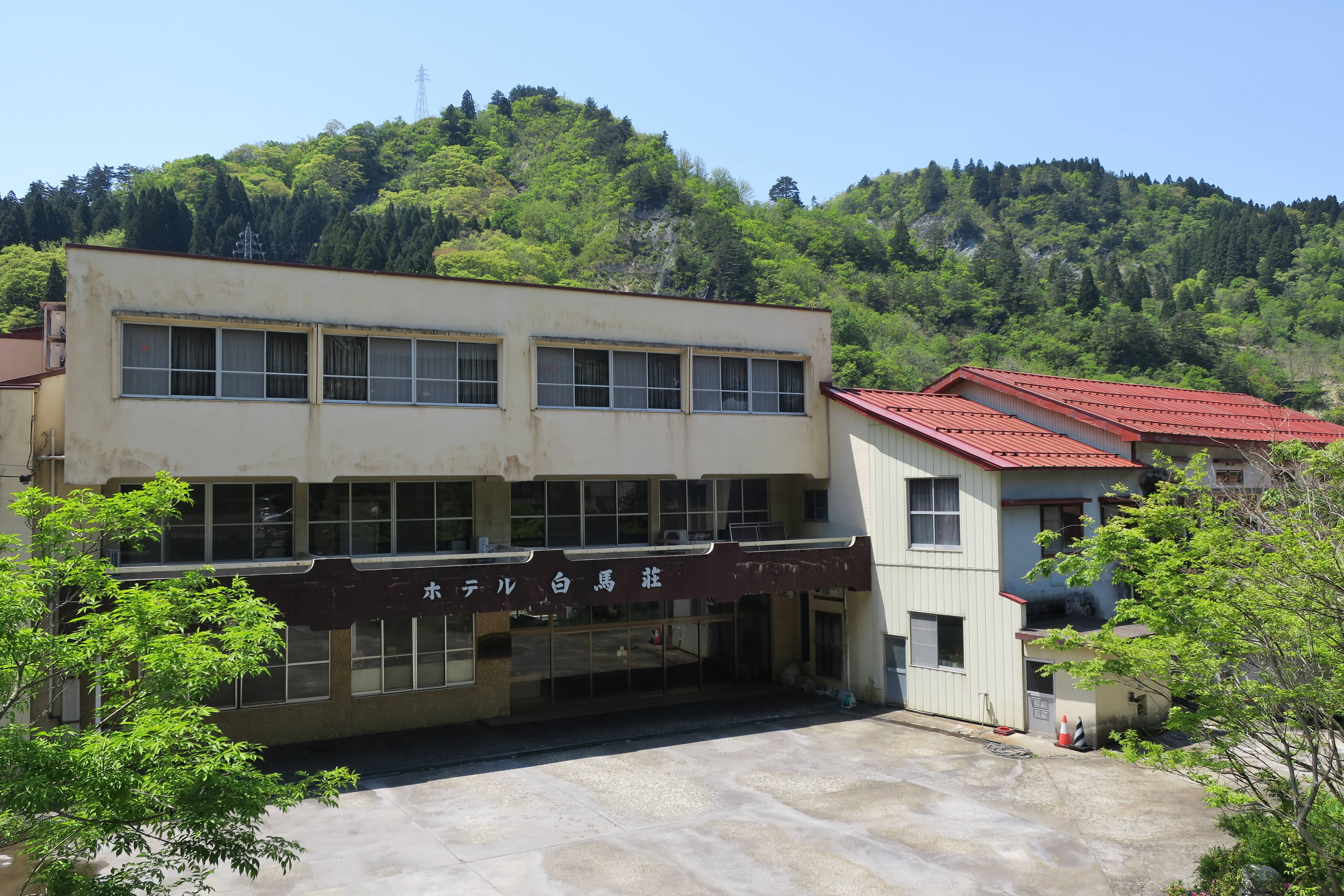
ホテル白馬荘
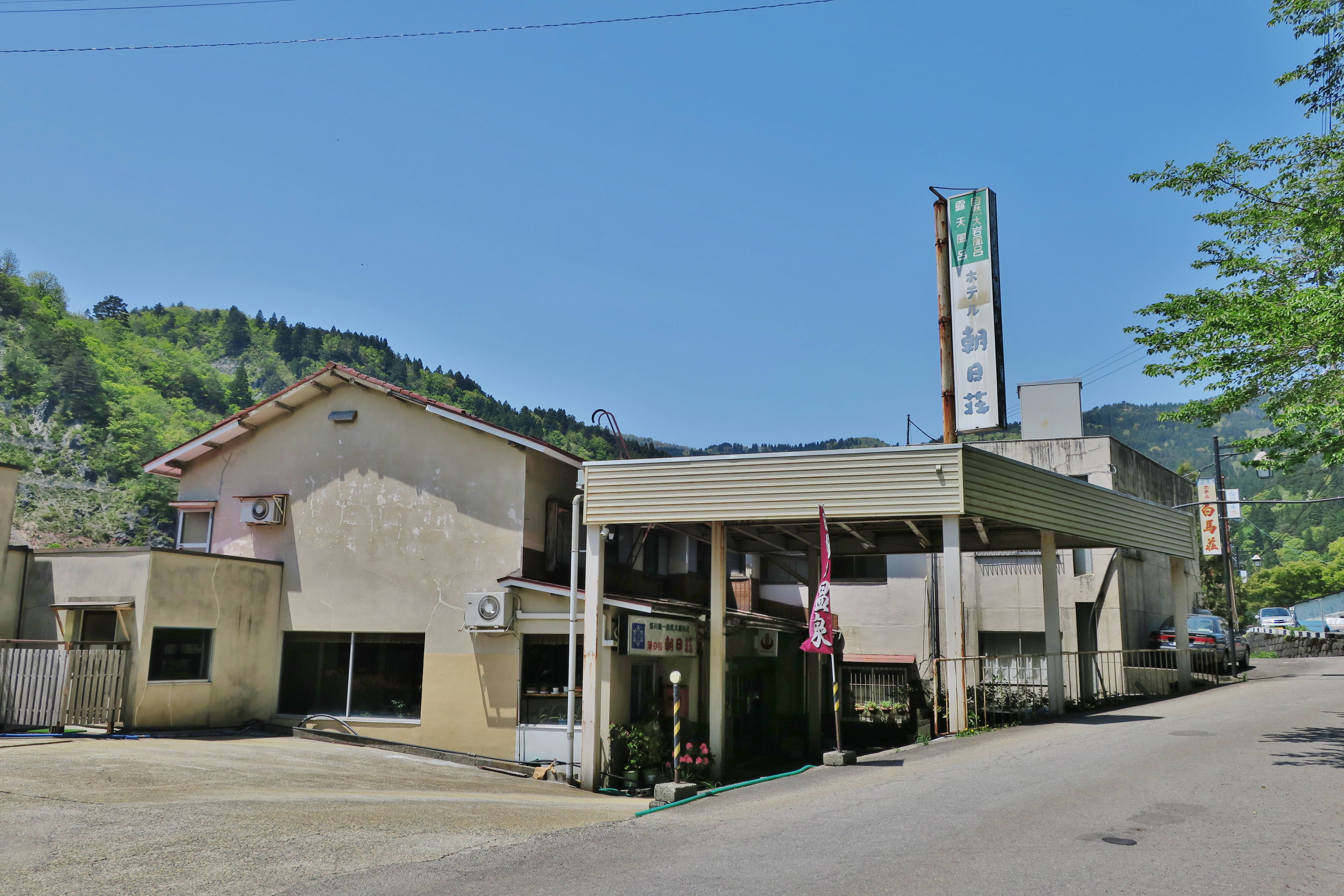
ホテル朝日荘
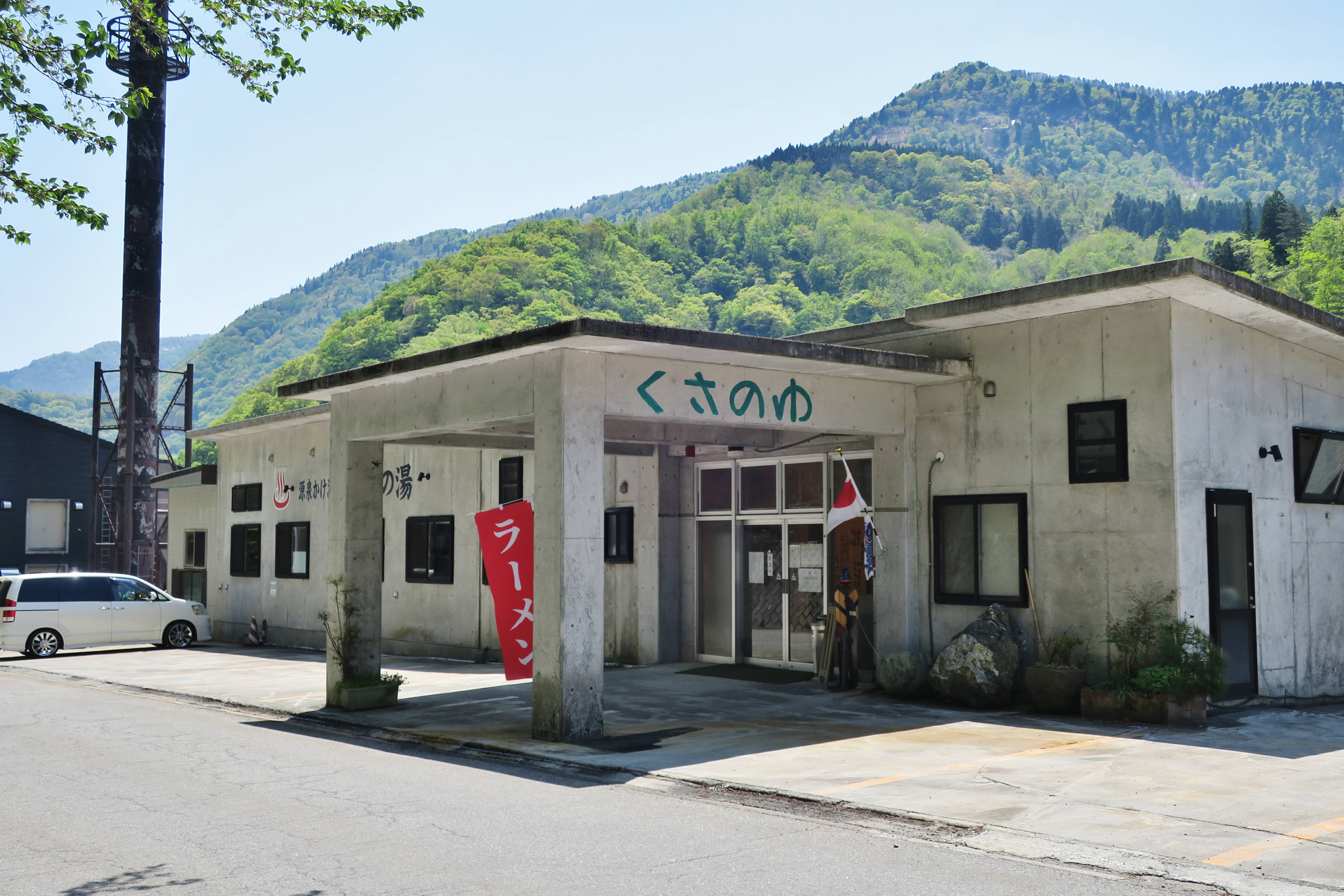
瘡の湯
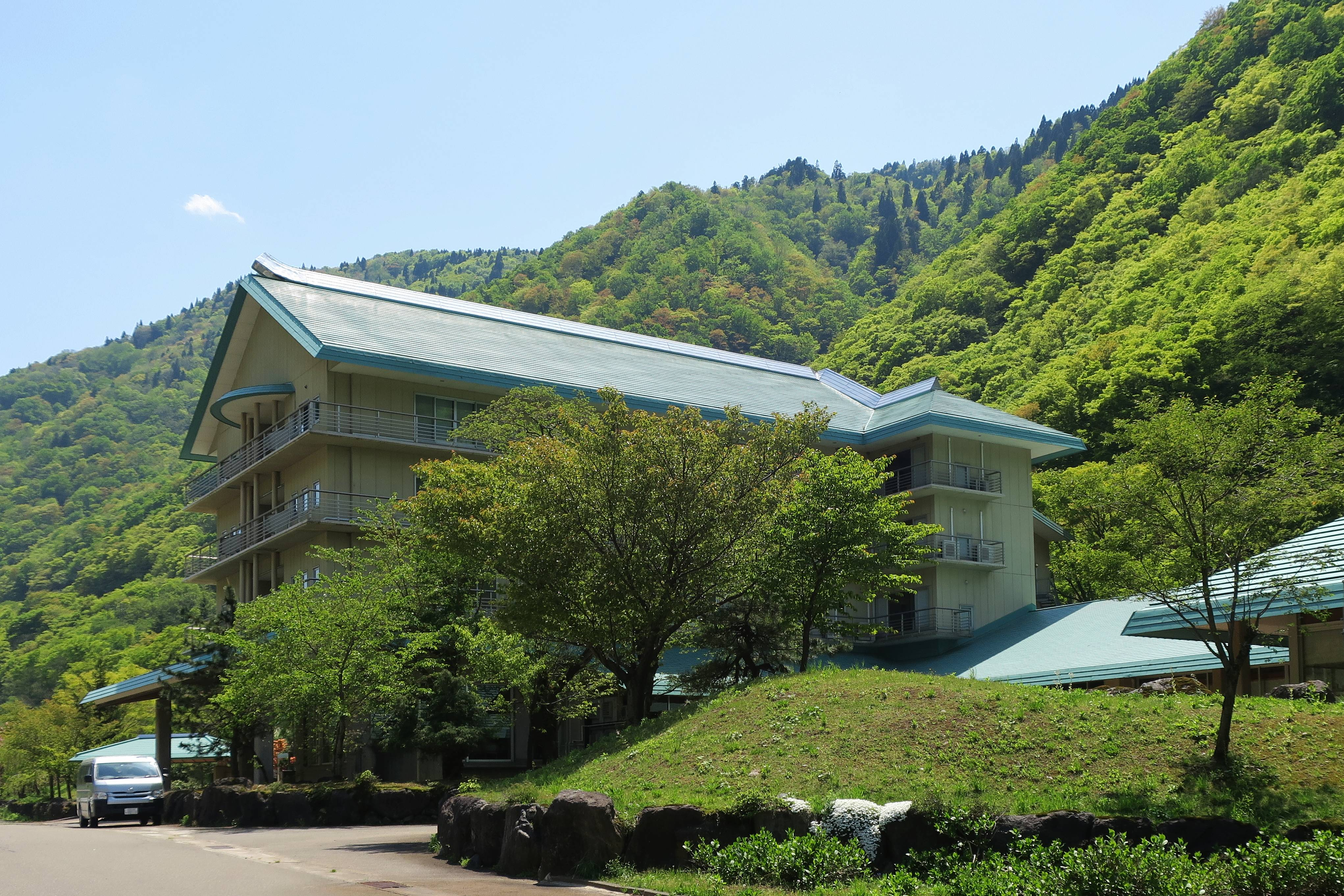
ホテル國富翠泉閣

### 温泉地周辺
- 姫川
- 葛葉峠
- 白馬大仏
- 蒲原温泉

## アクセス

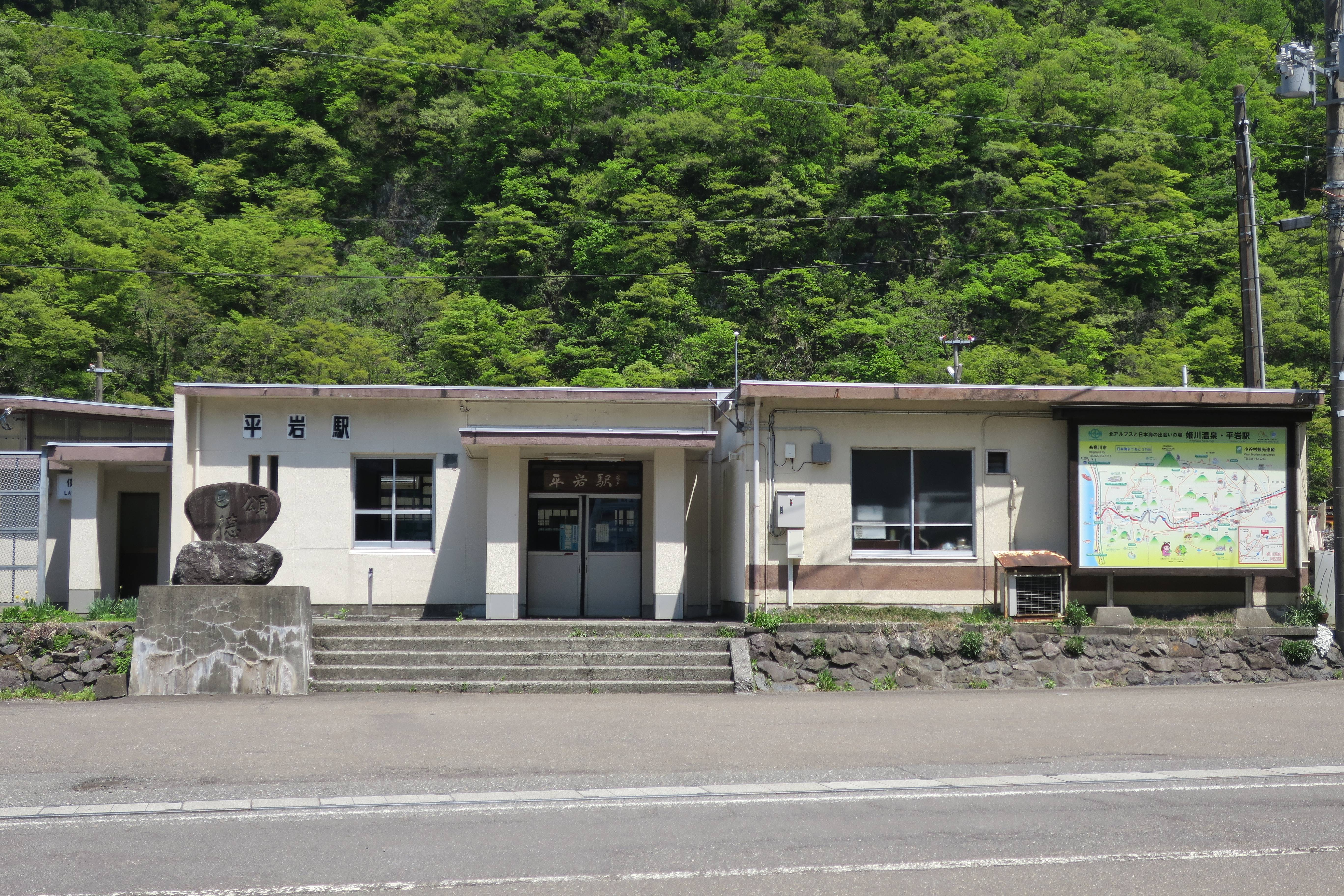
平岩駅

- 鉄道 : 西日本旅客鉄道（JR西日本）大糸線平岩駅下車徒歩約10分（新潟県側）、徒歩約5分（長野県側）。
- 車（北陸方面から）: 北陸自動車道糸魚川インターチェンジから国道148号を白馬村方面へ25分
- 車（関東方面から）: 上信越自動車道長野インターチェンジからオリンピック道路、白馬経由90分
- 車（中京方面から）: 中央自動車道経由長野自動車道安曇野インターチェンジから国道148号を白馬方面へ90分